# Bill Jones (folkzanger)
Bill Jones, geboren als Bellinda Jones (Staffordshire), is een Britse folkzangeres. Jones won de BBC Folk Award in 2001.

## Discografie
- 2000: Turn to Me (Boing)
- 2001: Panchpuran (Brick Wall Music)
- 2001: Bits & Pieces EP (Brick Wall Music)
- 2002: Live at The Live (Brick Wall Music)
- 2003: Two Year Winter (Brick Wall Music)
- 2019: Wonderful Fairytale(Brick Wall Music)